# Gordini

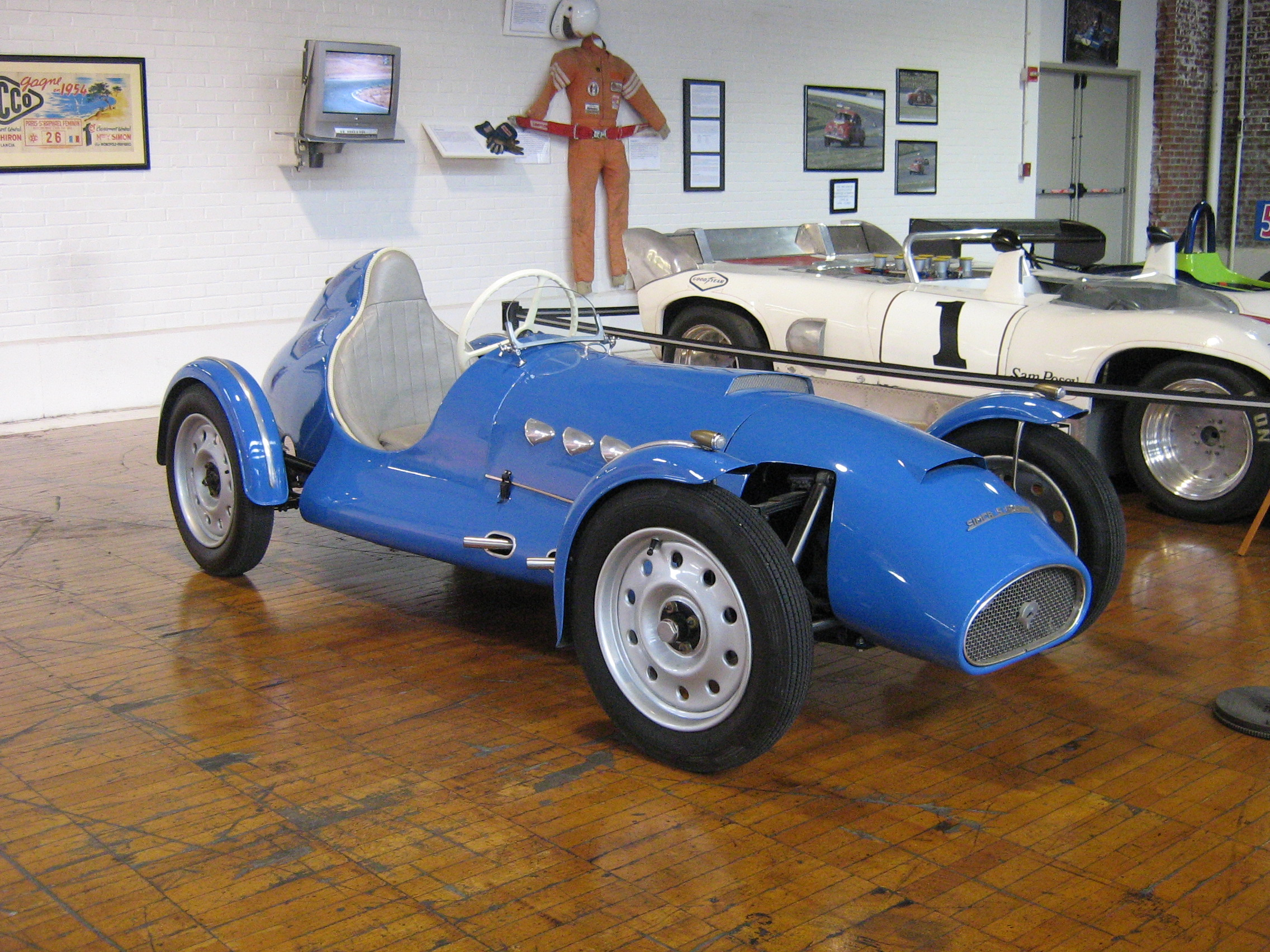
Simca Gordini Type 5 1948

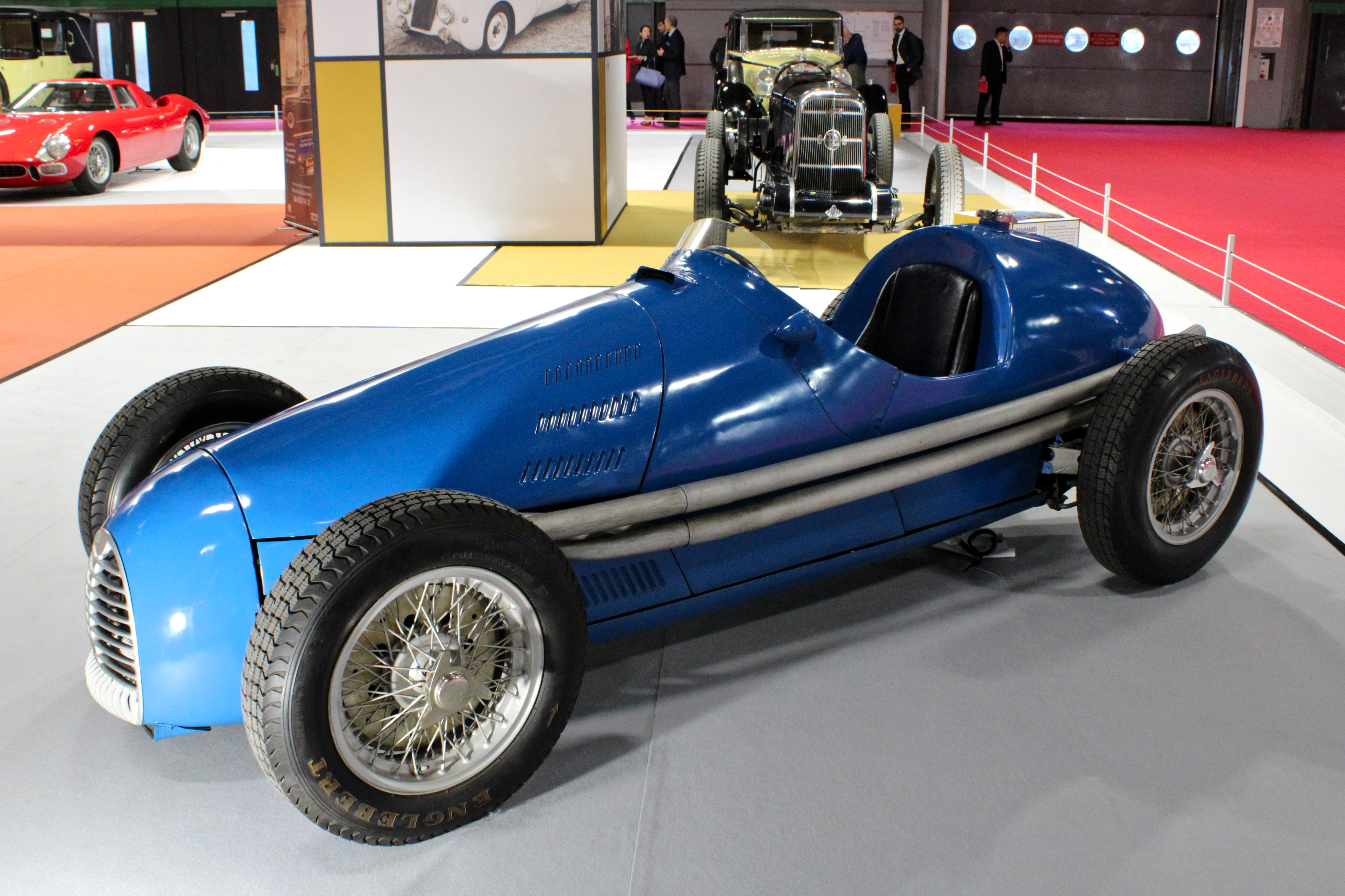
Gordini Type 16 1952

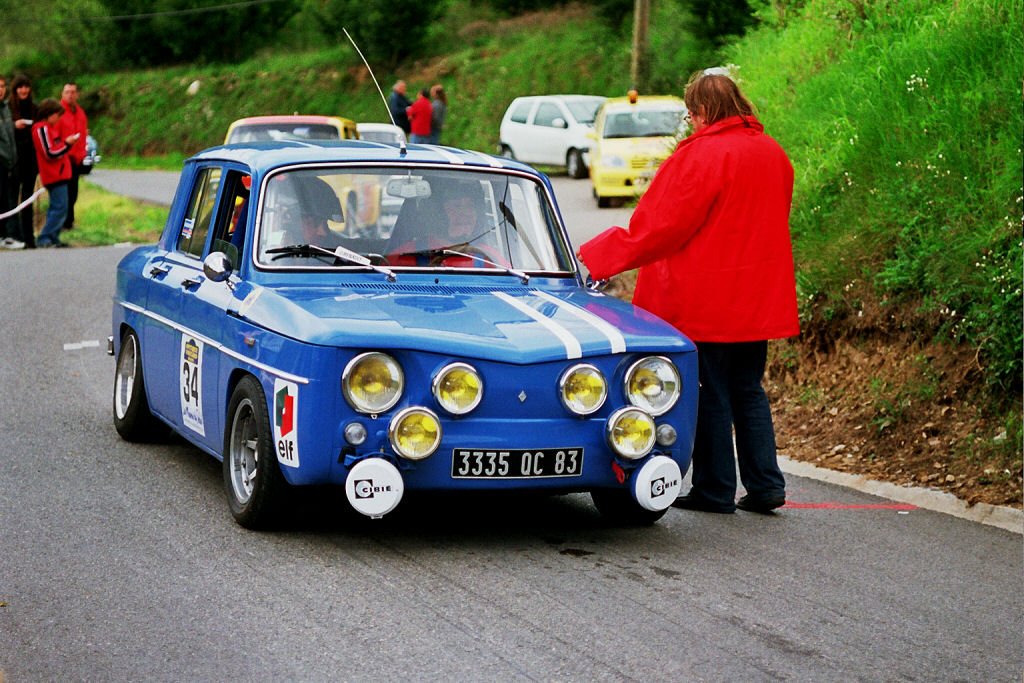
Renault 8 Gordini

Gordini, franskt racingstall som tävlat i formelbilsracing och rally, oftast i samarbete med större tillverkare som Simca och Renault.

## Simca Gordini
Amédée Gordini började sin karriär 1937 med att trimma Simca 5. Gordinis trimsatser såldes via Simcas officiella återförsäljare. Efter andra världskriget byggde Gordini formelbilar med Simca-delar som bas.

## Equipe Gordini
- Se huvudartikeln: Equipe Gordini

1950 presenterade Gordini en satsning på formel 1. Stallet deltog alla säsonger fram till 1956. Gordinis bästa resultat blev säsongen 1952, då stallets förare skrapade ihop 13 poäng.

## Renault Gordini
Efter det kostsamma formel 1-äventyret satsade Gordini på rally 1957, nu i samarbete med Renault. Gordini tävlade med Dauphine-modellen och dess efterträdare Renault 8.
Under 1960-talet körde Renault Gordini även sportvagnsracing i Le Mans 24-timmars.
Sedan Renault lagt ned sina svansmotorvagnar ersattes dessa med de framhjulsdrivna Renault 12 och coupé-modellen Renault 17. Den sista Gordini-bilen byggdes 1977.
Till våren 2010 kommer Renault att återuppliva Gordini-namnet igen, den här gången på en sportvariant av Renault Twingo.